# 全国U-15ジュニアボクシング大会
全国U-15ジュニアボクシング大会（ぜんこくU-15ジュニアボクシングたいかい）は、U-15ボクシング実行委員会が主催する15歳（中学生）以下によるボクシング大会である。

## 概要
U-15実行委員会は日本プロボクシング協会（JPBA）が15歳以下のいわゆるジュニア世代の強化の必要性を感じ、2007年より設けられ、第1回は2008年8月24日に後楽園ホールで開催された。
各ジム単位によるジュニア世代の大会は多数存在するが、全国規模で統一ルールによる大会は初めてとなる。
小学生（4〜6年生）・中学生（1〜3年生）それぞれの部に分け（地区大会では地区協会によって小学1〜3年生の部を設ける場合もあり）、更にそれぞれ体重別階級によって細分化した上でトーナメントを開催。地区協会ごとで予選となる地区大会を行い、優勝者は全国大会出場者を決定する。
出場資格はボクシングジム（JPBA所属ジムのみ。地区大会に限り日本ボクシング連盟（JABF）所属ジムも可。）に所属する小学4年生から中学3年生まで（全国大会時点）。
なお、アマチュアに対する配慮のため、所属ジムを伏せる・プロ関係者のセコンド禁止などが採られている。
2009年からは4〜11歳を対象としたシャドーボクシング部門を設置し、第2回は同年8月9日、第3回は2010年8月8日に開催された。
JABFも「全日本幼年ボクシング大会（後の全国アンダージュニアボクシング大会）」を開催することが決まったため、このU-15ジュニア大会の今後も注目されていたが、2017年4月にJABFがU-15大会出場者はUJ大会を始めとするアマチュア大会出場を認めないと規定したため、同年の第10回を最後に大会は終了し、プロを目標とする選手を対象に高校生以下年齢別4カテゴリで行う「ジュニア・チャンピオンズリーグ全国大会」を新設することになった。

## 階級
小学生の部
- 30.0kg以下級
- 32.5kg以下級
- 35.0kg以下級
- 37.5kg以下級
- 40.0kg以下級
- 42.5kg以下級
- 45.0kg以下級
- 47.5kg以下級
- 50.0kg以下級
- 52.5kg以下級
- 55.0kg以下級

中学生の部
- 35.0kg以下級
- 37.5kg以下級
- 40.0kg以下級
- 42.5kg以下級
- 45.0kg以下級
- 47.5kg以下級
- 50.0kg以下級
- 52.5kg以下級
- 55.0kg以下級
- 57.5kg以下級
- 60.0kg以下級
- 63.0kg以下級
- 66.0kg以下級
- 70.0kg以下級

## ルール
- グローブ（14オンス）・ヘッドギア着用（大会主催者が用意するもの以外は使用不可）
- 試合はトーナメントは小学生2分2R、中学生2分3R。ワンマッチは90秒2R。1クリーンヒットでダウン、1Rで2度または1試合で3度ダウンするとRSCとなる。

## U-15大会優勝歴を持つプロボクサー・格闘家

### 世界王者
- 井上尚弥
- 井上拓真
- 田中恒成
- 中谷潤人
- 重岡銀次朗
- 岩田翔吉

### 地域王者
- 松本亮
- 森武蔵
- 廣本江瑠香
- 加納陸
- 山内涼太
- 鈴木雅弘
- 松本圭佑
- 佐々木尽
- 堤駿斗
- 前田宝樹

### プロボクサーその他
- 山田紗暉
- 英洸貴
- 小田翔夢
- 小村楓香
- 渡邊海
- 大湾硫斗
- 坂間叶夢
- 大木彪楽
- 吉良大弥

### 格闘家
- 平本蓮
- 宇佐美正パトリック